# Idioma darug

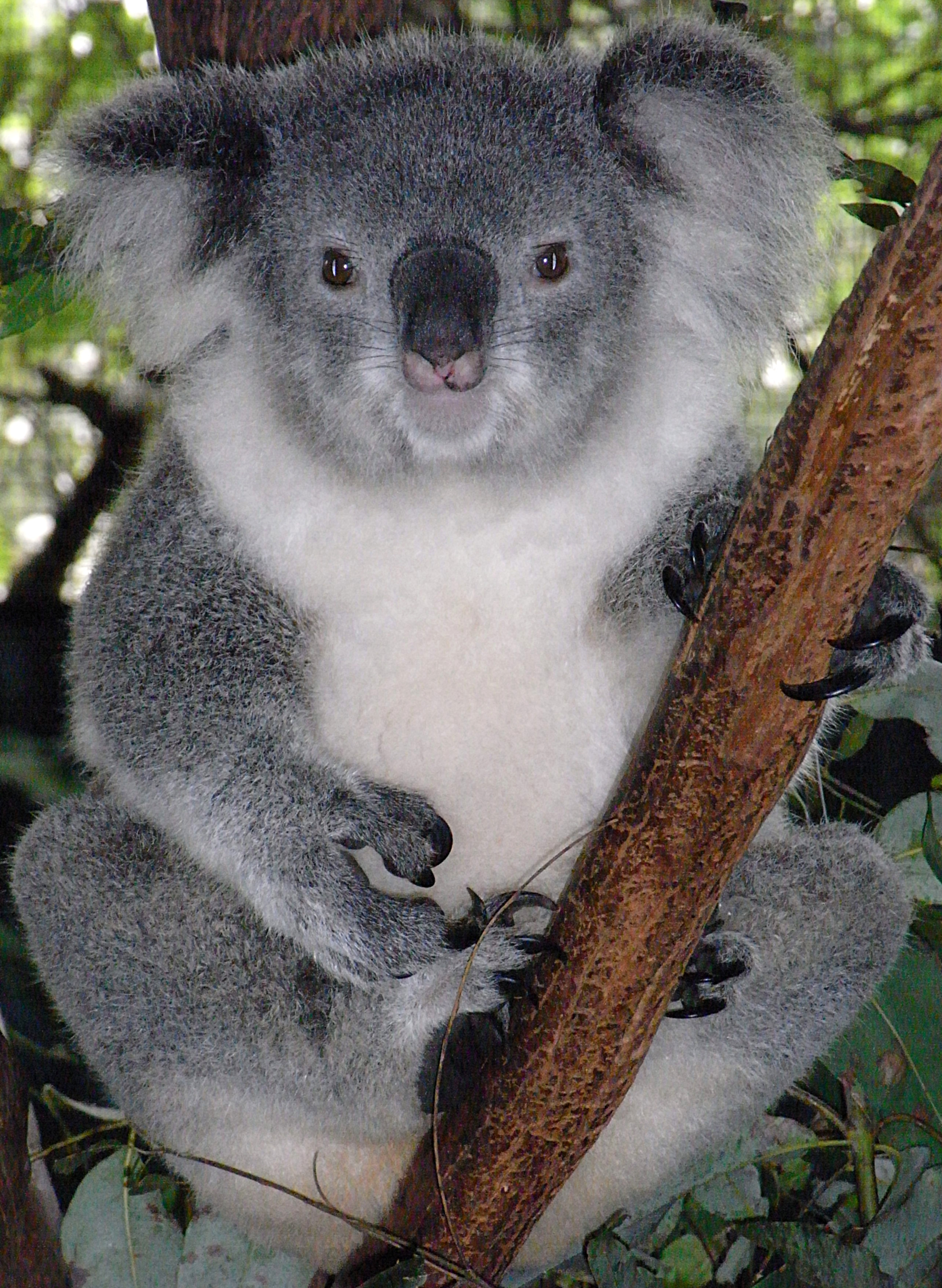
La palabra "koala" deriva de "gula" en los idiomas dharuk y gundungurra.

El idioma dharug, escrito también darug o dharuk, también conocido como eora (iyora) o idioma de Sídney, es una lengua aborigen australiana del grupo yuin-kúrico que se hablaba tradicionalmente en la región de Sídney, Nueva Gales del Sur. Es la lengua tradicional de los Darug. La población hablante de darug ha disminuido de manera considerable desde el inicio de la colonización.
Durante la década de 1990 y el nuevo milenio, algunos de los descendientes de los clanes darug en el Sídney occidental han estado haciendo esfuerzos notables para revivir el darug como lengua hablada. En la actualidad, algunos hablantes modernos de darug han pronunciado discursos en una forma reconstruida de la lengua darug y los miembros más jóvenes de la comunidad visitan escuelas y dan demostraciones del darug hablado.
Bowern (2011) enumera a las lenguas daruk e iyora como lenguas diferentes.

## Nombre
Los hablantes no usaban un nombre específico para su lengua antes de la colonización de la Primera Flota. El dialecto costero ha sido denominado iyora (también escrito iora o eora), que simplemente significa "pueblo", mientras que el dialecto del interior ha sido denominado darug (también escrito dharug, dharuk, dharruk, dharoog, dharrag o dararrug), un término de origen y significado desconocidos. Los dos nombres se usan también para referirse colectivamentea todos los dialectos del idioma.
Es posible que el término dharug provenga de la palabra midyini, que significa ñame, en tanto es la raíz, o midyini, de las lenguas de la cuenca de Sídney.[cita requerida]

## Historia

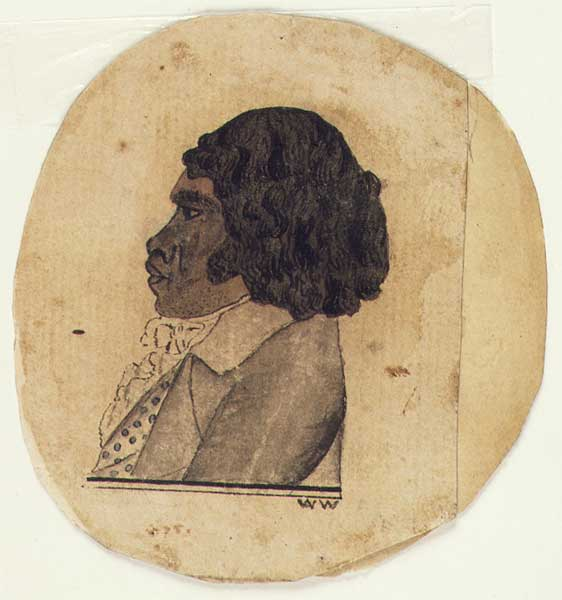
Retrato de Bennelong, un Wangal de los pueblos Eora

### Área histórica
El territorio tradicional del pueblo darug se extiende desde el río Georges y la bahía de Botany en el sur, hasta Port Jackson, al norte hasta Pittwater en la desembocadura del río Hawkesbury y al occidente a lo largo del río hasta Parramatta.

### Pueblo Eora
Los indígenas se identifican a sí mismos como Eora, que literalmente significa "el pueblo", palabra derivada de Ee (sí) y ora (aquí, o este lugar). La lengua de este pueblo también recibe el nombre de eora. Con una herencia tradicional de miles de años, aproximadamente el 70 por ciento del pueblo eora murió durante el siglo XIX como resultado de la viruela, otros patógenos y virus, y la destrucción de sus fuentes naturales de alimento.

### Morada más antigua
La datación por radiocarbono sugiere que ha ocurrido actividad humana en Sídney y sus alrededores durante por lo menos 30.000 años, desde el período paleolítico superior. Sin embargo, numerosas herramientas de piedra aborígenes encontradas en sedimentos de grava en los suburbios más occidentales de Sídney datan de entre 45.000 y 50.000 años AP, lo que significaría que podría haber habido humanos en la región antes de lo que se creía.

### Primeros registros europeos
Los darug reconocen a Sir William Dawes de la Primera Flota y buque insignia, el Sirius, como el primero en poner por escrito la lengua tradicional original de los ancianos de los darugule-wayaun de Sídney. Dawes fue enviado de vuelta a Inglaterra en diciembre de 1791, tras desacuerdos con el gobernador Phillip sobre, entre otras cosas, la expedición punitiva lanzada cuando el guardabosques gubernamental resultara herido, supuestamente por Pemulwuy, un eora.

### Eventual extinción de la lengua eora a finales delsigloXX.
La población indígena de Sídney comenzó gradualmente a usar más el inglés en el uso cotidiano, así como el pidgin de Nueva Gales del Sur. Esto, combinado con la agitación social, significó que la lengua local eora empezó a dejar de ser usada. La lengua se extinguió efectivamente a finales del siglo XIX y principios del XX, con la muerte de sus últimos hablantes y el hecho de que la lengua no fue transmitida a las nuevas generaciones. En 1875. William Ridley publicó una lista de palabras de la lengua local de Sídney, y señaló que, en ese momento, quedaban muy pocas personas que lo hablaran de manera fluida.

### Estado actual
Een gran parte la lengua se ha perdido, principalmente debido a los efectos históricos de la colonización sobre el pueblo darug. Algunos darug retienen algún vocabulario, pero solo muy poca gramática. En las ceremonias de bienvenida realizadas por el pueblo darug se habla una versión recreada de la lengua.

## Fonología

### Consonantes
|             | Periféricas | Periféricas | Laminares | Laminares | Apicales   | Apicales |
| Bilabial    | Velar       | Palatal     | Dental    | Alveolar  | Retrofleja |          |
| ----------- | ----------- | ----------- | --------- | --------- | ---------- | -------- |
| Oclusivas   | b           | k           | c         | t̪         | t          |          |
| Nasales     | m           | ŋ           | ɲ         | n̪         | n          |          |
| Laterales   |             |             | ʎ         |           | l          |          |
| Róticas     |             |             |           |           | r          | ɻ        |
| Semivocales | w           | w           | j         |           |            |          |

### Vocales
|         | Anterior | Posterior |
| ------- | -------- | --------- |
| Cerrada | i        | u         |
| Abierta | a        | a         |

Es posible que la lengua haya tenido una distinción en la longitud de las vocales, pero esto es difícil de determinar a partir de los datos existentes.

## Palabras prestadas al inglés
Ejemplos de palabras del dharug que se han prestado al inglés, y de allí a otros idiomas occidentales, incluyen:
- Nombres de animales: dingo, koala, ualabí y wómbat
- Árboles y plantas: burrawang, kurrajong, geebung, myall y waratah
- Las herramientas búmeran, una palabra del subgrupo turuwal, y woomera (propulsor de lanzas)[15]
- Se cree que la palabra gin, un término ahora despectivo en Australia para referirse a una mujer indígena, deriva del darug diyin, "mujer" [16][17][18]
- La palabra koradji, usada para referirse a un aborigen con habilidades tradicionales en medicina, proviene del darug.[19]

## Reavivamiento

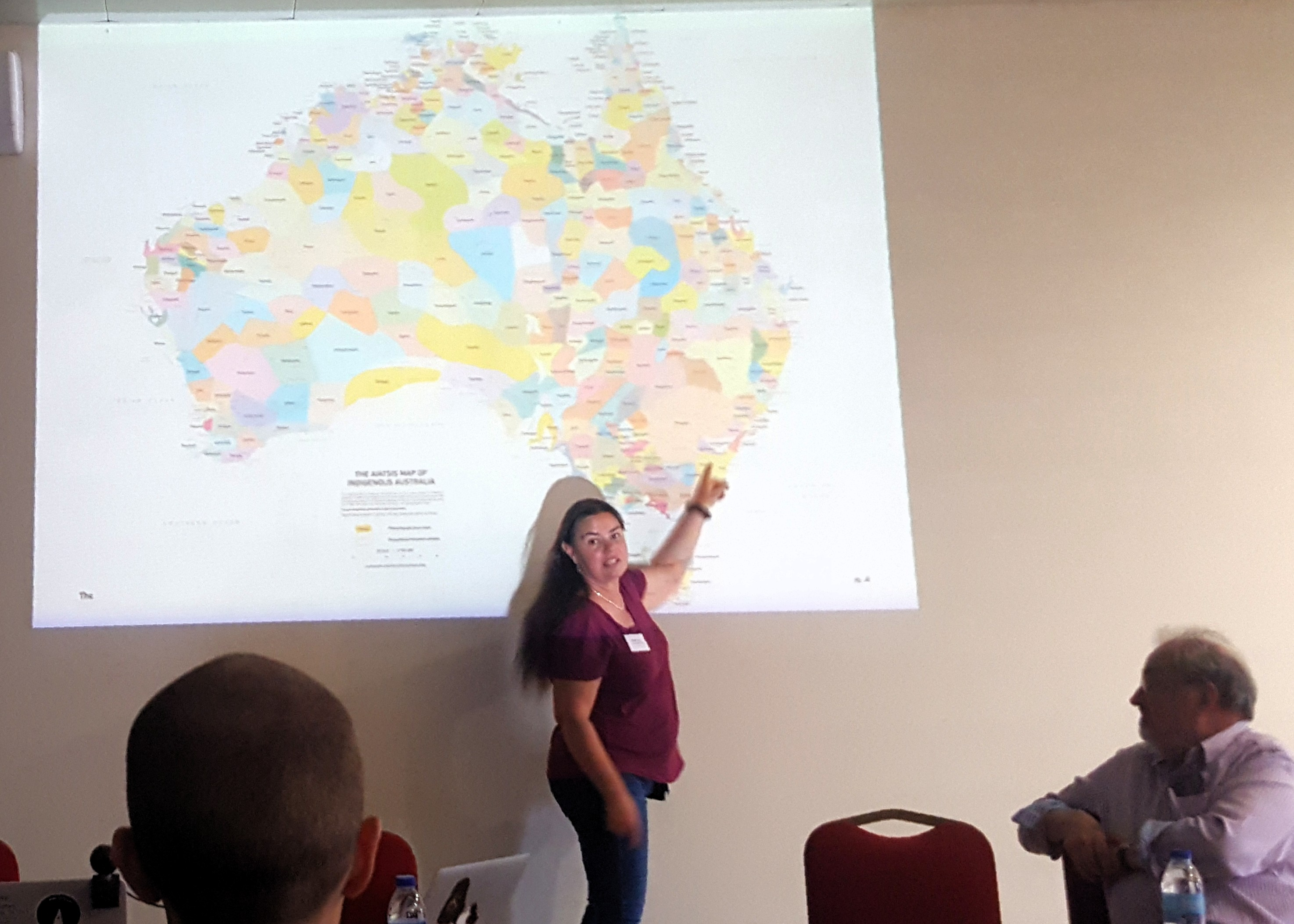
La profesora Jakelin Troy explicando en el congreso CinC2017 (Alcanena, Portugal) cómo recuperaron la lengua darug.

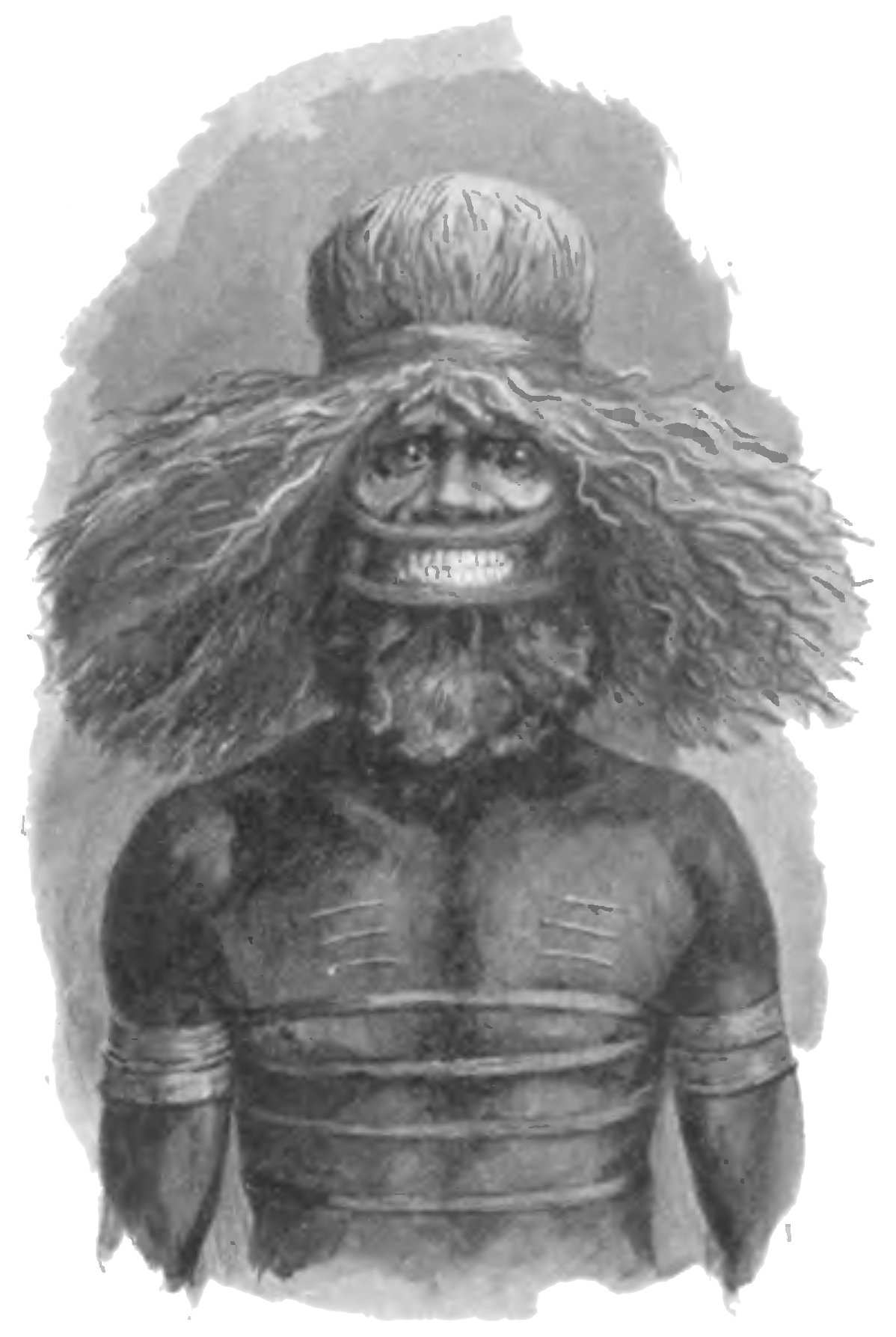
Un hombre Yuin, c. 1904.

Si bien el darug se clasifica como idioma extinto, hay un pequeño número de descendientes de las naciones darug que todavía lo hablan en alguna medida y se han hecho esfuerzos para revivir el idioma. En 2005, algunos niños en el campus Dunheved del Chifley College en Sídney habían empezado a aprender el idioma darug reconstruido, y partes de la lengua se enseñaron durante el Festival de Sídney.
En diciembre de 2020, Olivia Fox cantó una versión del himno nacional de Australia en lengua eora durante el partido de prueba de las Tres Naciones entre Australia y Argentina.